# トレーポレモス
トレーポレモス（古希: Τληπόλεμος, Tlēpolemos）は、ギリシア神話の人物である。長母音を省略してトレポレモスとも表記される。ヘーラクレースとエピュラー王ピューラースの娘アステュオケー、あるいはアミュントールの娘アステュダメイアの子。ヘーシオドスとシモーニデースによるとオルメノスの娘アステュダメイアとの子。妻はアルゴス人のポリュクソーで、1児がいた。
ロドス島の王で、ヘレネーの求婚者の1人、トロイア戦争におけるギリシア軍の武将の1人。

## 神話
ミュケーナイ王エウリュステウスの死後、ヘーラクレイダイはペロポネーソス半島に帰還したが、神意より早い時期だったのでペロポネーソス全域が疫病に襲われた。そこでヘーラクレイダイはマラトーンに退くことになったが、その退去前にトレーポレモスはオリーブの杖で奴隷を打ち、止めようとしたリキュムニオスを打ち殺してしまった。このためトレーポレモスは他のヘーラクレイダイから命を狙われ、神託にしたがって多くの人民を率いてロドス島に移り、人民を3つの部族に分けて住まわせた。そしてリンドスのアクロポリスで火を用いずに供儀をして、聖域を設けたときに、ゼウスは彼に天から富を雨のように降らせて恩寵を与えた。
トロイア戦争ではロドス島の軍勢9隻を率いて参加した。しかしリュキアの武将サルペードーンと戦って槍を投げ合い、トレーポレモスの槍はサルペードーンの太股に刺さって深手を負わせたが、サルペードーンの槍はトレーポレモスの首に刺さって殺した。